# Nabari
Nabari (名張市 -shi) é uma cidade japonesa localizada na província de Mie.
Em 2003 a cidade tinha uma população estimada em 83 010 habitantes e uma densidade populacional de 639,72 h/km². Tem uma área total de 129,76 km².
Recebeu o estatuto de cidade a 31 de Março de 1954.